# Buenavista (Agusan del Norte)
Pour les articles homonymes, voir Buenavista.
Buenavista est une municipalité de la province d'Agusan del Norte, aux Philippines.

## Barangays
Elle comporte 26 barangays :
| - Abilan - Agong-ong - Alubijid - Guinabsan - Macalang - Malapong - Malpoc - Manapa - Matabao - Poblacion 1 - Poblacion 2 - Poblacion 3 - Poblacion 4 | - Poblacion 5 - Poblacion 6 - Poblacion 7 - Poblacion 8 - Poblacion 9 - Poblacion 10 - Rizal - Sacol - Sangay - Talo-ao - Lower Olave - Upper Olave - Simbalan |